# Klasse (biologie)
In de taxonomie, de indelingsleer van de systematiek in de biologie, is een klasse een taxonomische rang of een taxon in die rang. Een klasse bestaat uit een of meer ordes, een of meer klassen vormen een stam. 
In de syntaxonomie, de indelingsleer van de synsystematiek van de vegetatiekunde, is een klasse de hoogste rang of een syntaxon in die rang. Een klasse bestaat uit een of meer ordes.

## Onderverdelingen
Een klasse kan worden onderverdeeld, maar niet alle rangen worden bij ieder taxon steeds gebruikt.
| naam taxon                  | betekenis prefix            | voorbeeld 1            | voorbeeld 2    | voorbeeld 3             | voorbeeld 4               |
| --------------------------- | --------------------------- | ---------------------- | -------------- | ----------------------- | ------------------------- |
| klasse                      |                             | Zoogdieren of Mammalia | Maxillopoda    | Reptielen of Sauropsida | Miljoenpoten of Diplopoda |
| onderklasse                 | sub: onder                  | Theria                 | Eumalacostraca | Avialae                 |                           |
| infraklasse                 | infra: onder                |                        |                |                         |                           |
| subterklasse in de zoölogie | subter: onder               |                        |                |                         |                           |
| parvoklasse                 | parvus: klein, onbelangrijk |                        |                | Neornithes              | -                         |